# Priogymnanthus
Priogymnanthus  é um gênero botânico da família Oleaceae. 
Encontrado na América do Sul.

## Espécies
Estão descritas as seguintes espécies:
- Priogymnanthus apertus (B.Ståhl) P.S.Green
- Priogymnanthus colombianus Fern.Alonso & P.A.Morales-M.
- Priogymnanthus hasslerianus (Chodat) P.S.Green
- Priogymnanthus saxicola Lombardi

## Nome e referências
Priogymnanthus Kew Bull. ,  1994